# 赤头岛
赤头岛是钓鱼岛及其附属岛屿中的一个小岛，位于赤尾屿西，坐标为25°55.3′N 124°33.4′E。2012年3月3日，中华人民共和国国家海洋局、民政部公布其标准名称。
赤头岛是赤尾屿系列岛屿之一，它位于小赤尾岛南，是赤尾屿主岛向西偏南方向的延伸，此延伸继续向西偏南就是赤冠岛-赤鼻岛，再往前是赤嘴岛。

## 赤冠岛
赤冠岛非常小，在赤头岛西方不足20米的位置，它也与赤鼻岛紧挨着。

## 赤鼻岛
赤鼻岛非常小，在赤头岛西方不足20米的位置，它也与赤冠岛紧挨着。

## 赤嘴岛
赤嘴岛非常小，在赤头岛西南数十米的位置。

## 外部連結
- 中華民國內政部釣魚臺列嶼簡介（繁體中文）
- ウオッちず 地図閲覧サービス（試験公開） （页面存档备份，存于）（日本国土地理院の地形図）（日語）